# Arthroceras gadi
Arthroceras gadi är en tvåvingeart som först beskrevs av Paramonov 1929.  Arthroceras gadi ingår i släktet Arthroceras och familjen snäppflugor. Inga underarter finns listade i Catalogue of Life.